# West Drayton (Londyn)
West Drayton – miasto Londynu, leżąca w gminie London Borough of Hillingdon. W 2011 miasto liczyło 14370 mieszkańców. West Drayton jest wspomniana w Domesday Book (1086) jako Draitone.